# Oh Lord! When? How?
Oh Lord! When? How? je první oficiální nahrávka švédské kapely The Hives, která vyšla v roce 1996 v nahrávací společnosti Sidekicks label.

## Seznam písní
1. "You Think You're So Darn Special"
2. "Cellblock"
3. "Some People Know All Too Well How Bad Liquorice, Or Any Candy For That Matter, Can Taste When Having Laid Out In The Sun Too Long - And I Think I Just Ate Too Much"
4. "How Will I Cope With That?"
5. "Bearded Lady"
6. "Let Me Go"